# Wincenty Przybylski
Wincenty Przybylski (ur. 1 lipca 1897 w Głuchowie, zm. w 1951 w Krzesinach) – żołnierz armii niemieckiej i plutonowy Wojska Polskiego, uczestnik I wojny światowej i wojny polsko–bolszewickiej, kawaler Orderu Virtuti Militari. 

## Życiorys
Urodził się 1 lipca 1897 we wsi Głuchowo, w rodzinie Walentego i Franciszki z Olejniczaków. W maju 1916 został wcielony do armii niemieckiej. W szeregach 2. kompanii karabinów maszynowych 36 pułku piechoty walczył na froncie rumuńskim, a w latach 1917–1918 na froncie rosyjskim. Następnie do maja 1919 pełnił służbę w niemieckich ochotniczych oddziałach AOK Grenzschutz Nord.
1 czerwca 1919 został przyjęty jako ochotnik do 12 kompanii 41 pułku piechoty. Wraz z pułkiem walczył na frontach wojny polsko-bolszewickiej. Szczególnie odznaczył się w walce 30 lipca 1920 pod Topilcem nad Narwią, gdzie "zmobilizował swoich podkomendnych do niezwykłej waleczności. Dopadł i zmusił do ucieczki obsługi km, zdobywając dwa karabiny maszynowe". Za tę postawę odznaczony Orderem Virtuti Militari.
W sierpniu 1921 został przeniesiony do rezerwy. Zamieszkał w Poznaniu. W 1924 został zatrudniony w Państwowych Zakładach Umundurowania w Poznaniu, w charakterze pracownika fizycznego magazynu skór. W kwietniu 1928 przeprowadził się do wsi Krzesinki. Zmarł w 1951 w Krzesinach.
Był żonaty z Franciszką z Kozłowskich, z którą miał czworo dzieci.

## Ordery i odznaczenia
- Krzyż Srebrny Orderu Wojskowego Virtuti Militari nr 897[8][2][9]
- Krzyż Walecznych[2]
- Odznaka Pamiątkowa Frontu Litewsko-Białoruskiego[3]